# 張耀采
張耀采（1585年—1635年），字階泰，字六符。山東兖州府濟寧州人，臨清衛軍籍，明朝政治人物。

## 生平
萬曆三十一年癸卯科舉人，三十五年（1607年）丁未科進士。授岳州府推官，調汾州府推官，升至兵部郎中，出为太原府知府。天启五年，升山西按察司副使鴈平兵備道。七年四月，升陕西右参政，备兵洮岷，以忤中官落职。崇祯初起用霸州道，又以得罪太监，下镇抚司狱，崇祯七年乙亥正月殁，天下冤之。

## 家族
曾祖张梓，知州。祖父张问达。父张贺。母王氏。重庆下。